# Верхнее Хорошово
Верхнее Хорошово — деревня в городском округе Коломна Московской области. До 2017 года относилась к Проводниковскому сельскому поселению Коломенского района. Население — 96 чел. (2021).

## География
Деревня Верхнее Хорошово расположена в 4 км к западу от черты города Коломны. В 2,5 км южнее деревни проходит Озёрская ветка Рязанского направления МЖД и автодорога Р115. Ближайшие населённые пункты — деревни Лукерьино, Ульяновка и село Лысцево.

## Население
| 2002 | 2006 | 2010 | 2021 |
| ---- | ---- | ---- | ---- |
| 86   | ↘83  | ↘78  | ↗96  |